# Beatrice di Borbone-Spagna (infanta 1874)
Beatrice di Borbone-Spagna (nome completo: María Beatriz Teresa Carlota de Borbón-España; Pau, 21 marzo 1874 – Lucca, 1º novembre 1961) era la figlia del pretendente carlista Carlo Maria di Borbone-Spagna.

## Biografia

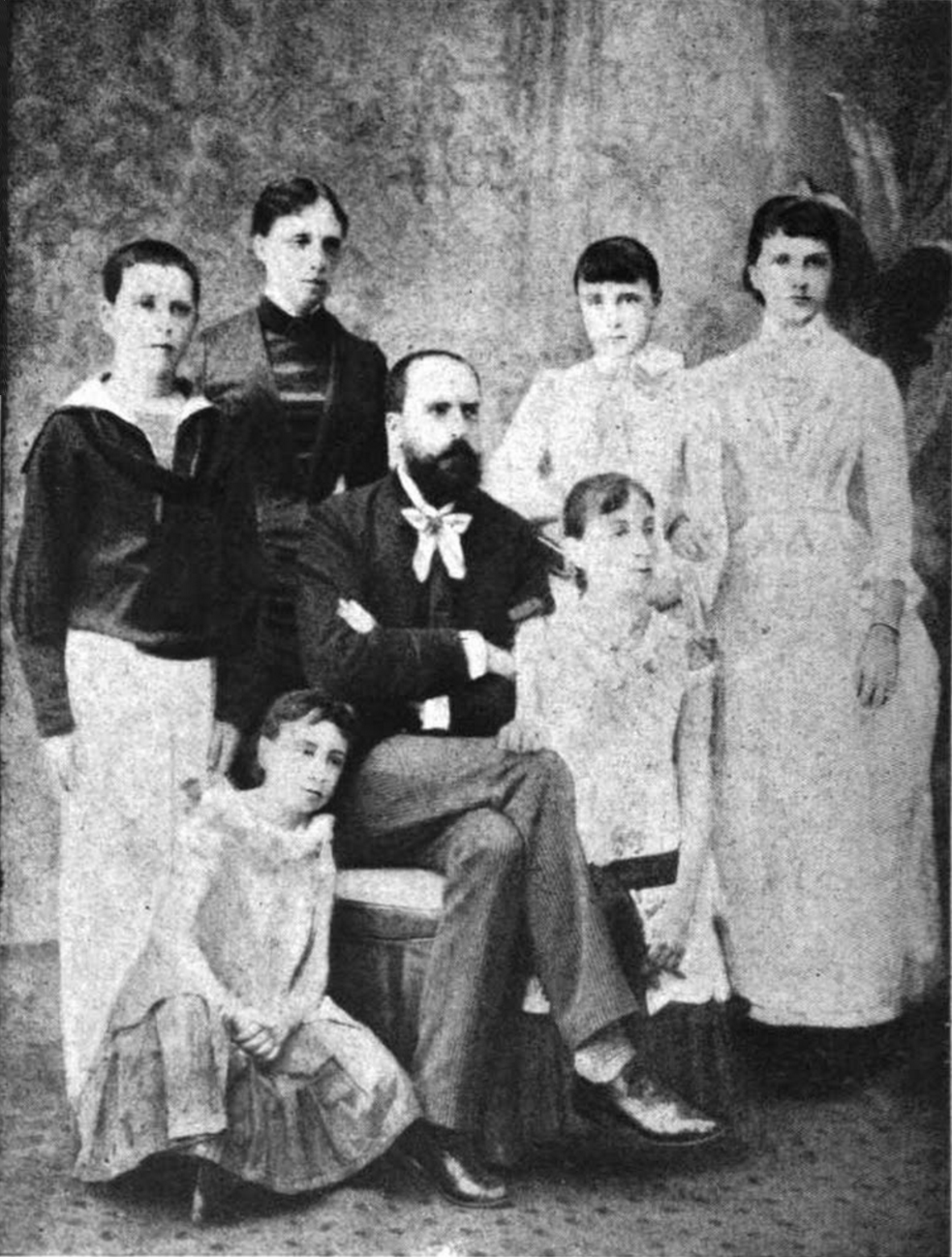
La famiglia reale, da sinistra a destra: L'infante Giacomo; la duchessa di Madrid, Margherita, in piedi; l'Infanta Alice, seduta a terra; il duca di Madrid, Carlo Maria; l'Infanta Maria Beatrice; l'Infanta Elvira e l'Infanta Bianca

### Infanzia
Beatrice era la figlia di Carlo Maria di Borbone-Spagna, e della sua prima moglie, Margherita di Borbone-Parma. I suoi padrini erano i suoi bisnonni materni, il duca Carlo II di Parma e sua moglie Maria Teresa de Savoia.
Studiò presso il convento salesiano femminile di Zangberg, in Baviera. Il 29 gennaio 1893 sua madre morì. Dopo un anno di lutto, il 28 aprile 1894, suo padre sposò in seconde nozze la principessa Marie-Berthe de Rohan.

### Matrimonio
Il 3 gennaio 1897 fu annunciato il fidanzamento con suo cugino, il principe Fabrizio Massimo, principe di Roviano e duca di Anticoli Corrado, un discendente morganatico della duchessa di Berry. Era figlio di Carlo Alberto Camillo X Massimo, principe di Arsoli, e di Francesca di Paola Lucchesi-Palli dei Principi di Campofranco.
Il 27 febbraio 1897 le nozze vennero celebrate a Venezia dal cardinale Sarto, che benedice la loro unione. Solo due mesi dopo il loro matrimonio, il 26 aprile 1897, lo stesso cardinale avrebbe celebrato le nozze di sua sorella Alice con il principe Federico di Schönburg-Waldenburg.
Dopo il matrimonio, la coppia risiedette in Italia, nel palazzo Massimo alle Colonne e nel castello di Roviano. Ebbero quattro figlie:
- Margherita Massimo y Borbón (1898-?), sposò il conte Emilio Pagliano, non ebbero figli;
- Fabiola Massimo (1900-1983), sposò il barone Enzo Galli Zugaro, ebbero quattro figli[4]; Fabio, Paolo, Carlo, Umberto.
- Maria de las Nieves Massimo (1902-1984), sposò Charles Piercy, non ebbero figli. La principessa ha donato il cuore del piccolo Luigi XVII di Francia alla Basilica di Saint-Denis.
- Bianca Massimo (1906-1999), sposò il conte Paul von Wurmbrand-Stuppach, ebbero un figlio, Ernst Gundaccar (nato 1946), dal 1965 capo di questa famiglia mediatizzata (ex sovrana).

### Un tentativo di suicidio
Il 5 maggio 1902, dopo un forte litigio con il marito, tentò il suicidio gettandosi nel fiume Tevere. Fu salvata dalla guardia comunale romana, giunta grazie alle urla di un'anziana che aveva assistito alla scena. La principessa viene portata all'Hospital del Espíritu Santo, dove vengono prestati i primi soccorsi. Dopo aver rilasciato una dichiarazione sull'accaduto, è stata condotta al palazzo Massimo alle Colonne.

### La morte
Beatrice morì a Lucca il 1 novembre 1961, il suo corpo fu traslato nella cappella della Tenuta Reale, a Viareggio.

## Ascendenza
|                                     |                       |                                         | Genitori                                      |  |  | Nonni |  |  | Bisnonni                                 |  |  | Trisnonni              |  |
|                                     |                       |                                         |                                               |  |  |       |  |  | 8. Carlo Maria Isidoro di Borbone-Spagna |  |  | 16. Carlo IV di Spagna |  |
|                                     |                       |                                         |                                               |  |  |       |  |  | 8. Carlo Maria Isidoro di Borbone-Spagna |  |  | 16. Carlo IV di Spagna |  |
|                                     |                       | 17. Maria Luisa di Borbone-Parma        |                                               |  |  |       |  |  | 8. Carlo Maria Isidoro di Borbone-Spagna |  |  |                        |  |
| 4. Giovanni Carlo di Borbone-Spagna |                       |                                         |                                               |  |  |       |  |  | 8. Carlo Maria Isidoro di Borbone-Spagna |  |  |                        |  |
|                                     |                       | 9. Maria Francesca di Braganza          | 18. Giovanni VI del Portogallo                |  |  |       |  |  |                                          |  |  |                        |  |
|                                     |                       | 9. Maria Francesca di Braganza          | 18. Giovanni VI del Portogallo                |  |  |       |  |  |                                          |  |  |                        |  |
|                                     |                       | 9. Maria Francesca di Braganza          | 19. Carlotta Gioacchina di Borbone-Spagna     |  |  |       |  |  |                                          |  |  |                        |  |
| 2. Carlo Maria di Borbone-Spagna    |                       | 9. Maria Francesca di Braganza          |                                               |  |  |       |  |  |                                          |  |  |                        |  |
|                                     |                       | 10. Francesco IV d'Austria-Este         | 20. Ferdinando Carlo Antonio d'Asburgo-Lorena |  |  |       |  |  |                                          |  |  |                        |  |
|                                     |                       | 10. Francesco IV d'Austria-Este         | 20. Ferdinando Carlo Antonio d'Asburgo-Lorena |  |  |       |  |  |                                          |  |  |                        |  |
|                                     |                       | 10. Francesco IV d'Austria-Este         | 21. Maria Beatrice d'Este                     |  |  |       |  |  |                                          |  |  |                        |  |
| 5. Maria Beatrice d'Austria-Este    |                       | 10. Francesco IV d'Austria-Este         |                                               |  |  |       |  |  |                                          |  |  |                        |  |
|                                     |                       | 11. Maria Beatrice di Savoia            | 22. Vittorio Emanuele I di Savoia             |  |  |       |  |  |                                          |  |  |                        |  |
|                                     |                       | 11. Maria Beatrice di Savoia            | 22. Vittorio Emanuele I di Savoia             |  |  |       |  |  |                                          |  |  |                        |  |
|                                     |                       | 11. Maria Beatrice di Savoia            | 23. Maria Teresa d'Austria-Este               |  |  |       |  |  |                                          |  |  |                        |  |
| 1. Beatrice di Borbone-Spagna       |                       | 11. Maria Beatrice di Savoia            |                                               |  |  |       |  |  |                                          |  |  |                        |  |
|                                     | 12. Carlo II di Parma | 24. Ludovico I di Etruria               |                                               |  |  |       |  |  |                                          |  |  |                        |  |
|                                     | 12. Carlo II di Parma | 24. Ludovico I di Etruria               |                                               |  |  |       |  |  |                                          |  |  |                        |  |
|                                     | 12. Carlo II di Parma | 25. Maria Luisa di Borbone-Spagna       |                                               |  |  |       |  |  |                                          |  |  |                        |  |
| 6. Carlo III di Parma               | 12. Carlo II di Parma |                                         |                                               |  |  |       |  |  |                                          |  |  |                        |  |
|                                     |                       | 13. Maria Teresa di Savoia              | 26. Vittorio Emanuele I di Savoia (= 22)      |  |  |       |  |  |                                          |  |  |                        |  |
|                                     |                       | 13. Maria Teresa di Savoia              | 26. Vittorio Emanuele I di Savoia (= 22)      |  |  |       |  |  |                                          |  |  |                        |  |
|                                     |                       | 13. Maria Teresa di Savoia              | 27. Maria Teresa d'Austria-Este (= 23)        |  |  |       |  |  |                                          |  |  |                        |  |
| 3. Margherita di Borbone-Parma      |                       | 13. Maria Teresa di Savoia              |                                               |  |  |       |  |  |                                          |  |  |                        |  |
|                                     |                       | 14. Carlo Ferdinando di Borbone-Francia | 28. Carlo X di Francia                        |  |  |       |  |  |                                          |  |  |                        |  |
|                                     |                       | 14. Carlo Ferdinando di Borbone-Francia | 28. Carlo X di Francia                        |  |  |       |  |  |                                          |  |  |                        |  |
|                                     |                       | 14. Carlo Ferdinando di Borbone-Francia | 29. Maria Teresa di Savoia                    |  |  |       |  |  |                                          |  |  |                        |  |
| 7. Luisa Maria di Borbone-Francia   |                       | 14. Carlo Ferdinando di Borbone-Francia |                                               |  |  |       |  |  |                                          |  |  |                        |  |
|                                     |                       | 15. Carolina di Borbone-Due Sicilie     | 30. Francesco I delle Due Sicilie             |  |  |       |  |  |                                          |  |  |                        |  |
|                                     |                       | 15. Carolina di Borbone-Due Sicilie     | 30. Francesco I delle Due Sicilie             |  |  |       |  |  |                                          |  |  |                        |  |
|                                     |                       | 15. Carolina di Borbone-Due Sicilie     | 31. Maria Clementina d'Asburgo-Lorena         |  |  |       |  |  |                                          |  |  |                        |  |
|                                     |                       | 15. Carolina di Borbone-Due Sicilie     |                                               |  |  |       |  |  |                                          |  |  |                        |  |